# Raymond Lizop
Pour les articles homonymes, voir Lizop.
Raymond Lizop, né le 30 août 1879 à Toulouse où il est mort 4 mai 1969, est un professeur agrégé d'histoire et de géographie.

## Biographie
Professeur au lycée Théophile-Gautier de Tarbes, félibre, il fut président de l'École des Pyrénées (Escôlo deras Pirenéos) et membre actif de la Société archéologique du Midi de la France.
Il a été l'ultime récipiendaire, en 1911, de l'amarante d'or décernée par l'Académie des Jeux floraux.
Militant convaincu du régionalisme, il est élu majoral du Félibrige en 1935. Il prend la suite de Bernard Sarrieu dont il est un admirateur inconditionnel.
Il adhérera à la Révolution nationale du régime de Vichy. Il décède, le 4 mai 1969, dans sa maison du no 7 de la rue de la Chaîne. 
Il est connu pour ses travaux sur les vestiges aquitano-romains de Saint-Bertrand-de-Comminges et ses livres historiques sur le Comminges et le Couserans.
Des rues portent son nom à Toulouse (quartier Reynerie), Muret et Saint-Gaudens.

## Publications
- Raymond Lizop, Histoire de deux cités gallo-romaines : les Convenae et les Consoranni, Toulouse / Paris, Bibliothèque méridionale. 2e série, 1931
- Raymond Lizop, Le Comminges et le Couserans avant la domination romaine : Thèse complémentaire présentée à la Faculté des lettres de l'Université de Paris pour le doctorat ès lettres, Toulouse, Privat, 1931